# Adiós (Navarra)
Adiós (Adios en euskera, anteriormente Adiotz) es un municipio español de la Comunidad Foral de Navarra, situado en la merindad de Pamplona, en la comarca de Puente la Reina, el Valdizarbe y a 25 km de la capital de la comunidad, Pamplona. Su población en 2024 fue de 191 habitantes (INE).
Dentro del municipio se encuentran el lugar habitado de Adiós y el término de Larráin, un antiguo pueblo que al despoblarse pasó a formar parte del municipio de Adiós.
La localidad de Adiós se ubica en las faldas de la sierra del Perdón, la cual constituye una barrera natural entre la Cuenca de Pamplona y la Ribera. El nombre proviene del Camino de Santiago, ruta que atraviesa estos montes por el puerto del mismo nombre.

## Toponimia
Jimeno Jurío recogió una leyenda que explicaba el origen de este pueblo. Según esta leyenda en tiempos de la Guerra de la Navarrería (1276), guerra que enfrentó  al Burgo de la Navarrería de Pamplona con los burgos francos de la ciudad, entró en Navarra un ejército castellano en apoyo de la Navarrería. Un grupo numeroso de soldados castellanos establecieron su campamento en la falda sur de la sierra del Perdón; pero los castellanos no pudieron atravesar la sierra para intervenir en los litigios pamploneses, porque en la otra vertiente de la sierra se encontraba ya apostado un ejército francés que a su vez había entrado en Navarra para apoyar a los francos. Los castellanos sorprendidos por este hecho abandonaron apresuradamente su campamento diciendo "A Dios, a Dios". Del lugar del campamento abandonado nacería el pueblo de Adiós y de la expresión de los castellanos mientras huían el nombre del pueblo.
Sin embargo, el pueblo es anterior a estos supuestos hechos, ya que aparece mencionado por primera vez en un documento de 1256 bajo el nombre de Adios. También se ha solido mencionar bajo la variante de Adioz (1350). Los filólogos creen en general que el nombre del pueblo pertenece realmente al stock de topónimos navarros terminados en -oz, con la diferencia de que su similitud con la conocida fórmula de despedida adiós y la extendida etimología popular han contribuido a convertir la terminación -oz en -os. 
Julio Caro Baroja defendía que estos topónimos provenían de un nombre propio unido al sufijo -oz, que al igual que otros sufijos como -iz o -ez habrían surgido de la evolución del sufijo latino -icus. Este sufijo también habría dado origen a los patronímicos utilizados en los idiomas latinos de la península ibérica. En el caso de Navarra son bastante frecuentes los patronímicos medievales acabados en -oz. Sobre el nombre propio que estaría en el origen de Adiós, este es desconocido, Caro Baroja relacionaba Adiós con el topónimo Andiuz, existente en Artajona.
En la zona vasconavarra Caro Baroja consideraba que los sufijos -oz, -ez e -iz aplicados a la toponimia indicaban que en la antigüedad el lugar había sido propiedad de la persona cuyo nombre aparecía unido al sufijo, pudiéndose remontar su origen desde la Edad Media hasta la época del Imperio romano.
Adiós era vascoparlante hasta el siglo XIX. El nombre vasco de la localidad, reconocido actualmente por la Real Academia de la Lengua Vasca es Adios (igual que el nombre castellano pero escrito sin tilde), que ha quedado reflejado en toponimia menor, Adiosbidea (1547). Durante cierto tiempo Euskaltzaindia propuso Adiotz como nombre vasco de la localidad, pero ya no es así. Inicialmente adscrita a la zona no vascófona por la Ley Foral 18/1986, en junio de 2017 el Parlamento navarro aprobó el paso de Adiós a la Zona mixta de Navarra mediante la Ley foral 9/2017.
El gentilicio que corresponde a los oriundos de Adiós es adiostarra, que se construye como los gentilicios vascos, el nombre del pueblo más el sufijo -tar, siendo idéntico para hombres y mujeres. Esto da idea de que el idioma vasco ha perdurado en el lugar hasta época relativamente reciente.

## Símbolos

### Escudo
El escudo de armas del lugar de Adiós tiene el siguiente blasón:

Escudo cuartelado: Primero y cuarto de plata y una estrella de seis puntas de gules. Segundo y tercero de gules y un sotuer de oro.

El aspa o sotuer hace referencia al patrón San Andrés.

## Geografía
La localidad está situada en el centro de la Comunidad Foral de Navarra, en el Valdizarbe o valle de Izarbe. Su término municipal tiene una superficie de 7,72 km² y limita al norte con los municipios de Uterga y Cendea de Galar, al este con el de Úcar, al sur con el de Enériz y al oeste con el de Muruzábal. 
| Noroeste: Uterga   | Norte: Uterga | Noreste: Cendea de Galar |
| Oeste: Muruzábal   |               | Este: Úcar               |
| Suroeste Muruzábal | Sur: Enériz   | Sureste: Enériz          |

### Relieve e hidrología
El núcleo de población de Adiós se ubica sobre una colina, en la ladera sur de la sierra del Perdón a 483 m s. n. m. de altitud. Su término se extiende desde la mencionada sierra donde se alcanza la cota máxima de 660 m s. n. m. de altitu, hasta las proximidades del río Robo donde se alcanzan la cota mínima de 420 m s. n. m.
En la sierra del Perdón nacen varios arroyos como el Altamacurra que atraviesa su término de norte a sur.

### Clima
El clima del municipio es Mediterráneo continental y está caracterizado por tener inviernos fríos, veranos cálidos y por la frecuente presencia del Cierzo (viento del norte) que se muestra frío en invierno y refrescante en verano. Las precipitaciones son frecuentes durante el otoño e invierno, escasas en verano y su valor anual se sitúan entre los 600 y 800 mm, registrándose unos 90 días lluviosos al año. La temperatura media anual es de 13 °C y la evapotranspiración potencial oscila entre 700 y 725 mm anuales.
Dentro de su término hay una estación meteorológica manual propiedad del Ministerio de Medio Ambiente y Medio Rural y Marino, la cual fue instalada el 1 de marzo de 2004.

### Flora y fauna
La vegetación es de tipo mediterránea y la mayor parte de su superficie arbolada autóctona está formada por Quercus ilex (encinas) de la cual se conservan unas 90 ha. 
También buena parte de la superficie de su término municipal estuvo cubierta de olivos, llegándose a cubrir en el año 1935 unas 200 robadas (179,69 km²), aunque la mayor parte fue talada y convertida en campo de cultivo y pastos.

## Demografía
Adiós cuenta con una población de 191 habitantes (INE 2024).
| Gráfica de evolución demográfica de Adiós entre 1842 y 2021                                                         |
| |
| Población de derecho según los censos de población del INE Población de hecho según los censos de población del INE |

### Pirámide de población
Los datos de la pirámide de población de 2010 se pueden resumir así:
- La población menor de 20 años es el 24,02 % del total.
- La comprendida entre 20-40 años es el 20,11 %.
- La comprendida entre 40-60 años es el 29,05 %.
- La mayor de 60 años es el 26,82 %.

### Distribución de la población
El municipio se divide en las siguientes entidades de población, según el nomenclátor de población publicado por el INE (Instituto Nacional de Estadística). Los datos de población se refieren a 2014
| Adiós Larráin                                  |
| Mapa del municipio de Adiós.                   |
| Capital del municipio. Entidades de población. |

| Entidad de Población | Población (2014) |
| -------------------- | ---------------- |
| Adiós                | 170              |
| Larráin              | 0                |

## Administración y política
Adiós conforma un municipio el cual está gobernado por un ayuntamiento de gestión democrática desde 1979, formado por 5 miembros elegidos en las elecciones municipales según está dispuesto en la Ley Orgánica del Régimen Electoral General. La sede del consistorio está situada en la calle Recreo, 12 .
En las elecciones municipales de 2011 la Agrupación Independiente de Adiós (AIA), fue la lista más votada obteniendo los 5 ediles con que cuenta el consistorio.
| Partido político                        | 2011  | 2011  | 2011       |
| Partido político                        | Votos | %     | Concejales |
| Agrupación Independiente de Adiós (AIA) | 57    | 62,64 | 5          |
| Agrupación Electoral de Adiós (AEA)     | 23    | 25,27 | 0          |

| Mandato    | Nombre del alcalde         | Partido político |
| ---------- | -------------------------- | ---------------- |
| 2003-2007  | Fortunato Vidaurreta Pérez | A.E Adiós        |
| 2007-2011  | Andrés Pérez Goñi          | A.E Adiós        |
| 2011- 2015 | Andrés Pérez Goñi          | A.I Adiós        |
| 2015- 2019 | Andrés Pérez Goñi          | A.I Adiós        |
| 2019- 2023 | Miguel Ansa Reta           | A.I Adiós        |
| 2023       | Miguel Ansa Reta           | A.I Adiós        |

## Cultura

### Patrimonio
Destaca la iglesia parroquial de San Andrés, construida en el siglo XVI, aunque las obras de su construcción se prolongaron hasta la época barroca. Conserva dos de los tres retablos que el escultor del taller de Pamplona, Martín de Echeverría, había tallado para 1632, concretamente el mayor y otro colateral dedicado a la Virgen del Rosario. El estilo de ambos se sitúa en las postrimerías del Romanismo; en los tres cuerpos del principal se narran escenas de la Pasión de Cristo, de la vida de San Andrés y de la Virgen, mientras las entrecalles albergan a diversos santos y a los evangelistas. De su policromía se encargaron los maestros de Asiáin: Juan de las Heras, mayor y menor. El retablo del Rosario es del mismo estilo y en él se desarrollan pasajes de la Infancia de Cristo y de la vida de la Virgen. Otro colateral de estilo rococó está bajo la advocación de San Pedro, pertenece a la segunda mitad del siglo XVIII y sus superficies aparecen cubiertas con rocallas, placas adventicias y doseles volados. Existen noticias documentales que aluden a la realización de un terno en el bajo renacimiento a cargo del bordador Agustín de Villava.
Entre la iglesia y el pueblo se sitúa un crucero datado en 1897.
Contaba con dos ermitas, dedicadas a San Miguel y San Cristóbal. Esta última, aún en pie, se localiza en el camino de Muruzabal.

### Fiestas y eventos
Las fiestas grandes de Adiós se celebran el fin de semana anterior a la Virgen de Agosto, pero este día también se celebra con un especial homenaje a los jubilados.
Las fiestas pequeñas de Adiós se celebran el fin de semana más próximo al día de San Andrés, patrón de Adiós. 
También se celebra una romería a la ermita de Santa María de Eunate el 1 de mayo.